# Srbská Kamenice
Srbská Kamenice là một làng thuộc huyện Děčín, vùng Ústecký, Cộng hòa Séc.